# Spectrum 512
Spectrum 512 war ein kommerzielles Bildbearbeitungsprogramm für den Atari ST. 1986 bei Trio Engineering entwickelt, wurde es ab 1987 durch das US-amerikanische Softwareunternehmen Antic vertrieben.
Entwickler Boris Tsikanovsky manipulierte die Bildschirmhardware des Atari ST durch Softwaretricks, sodass die gleichzeitige Verwendung aller 512 Farben der Farbpalette möglich wurde. In einer Bildschirmzeile konnte ein Pixel-Artist so 48 Farben verwenden.
Das GUI (Graphical User Interface) wurde in Zusammenarbeit mit dem amerikanischen Künstler Darrel Anderson entwickelt. Auf dem Atari ST war Spectrum 512 konkurrenzlos und blieb das einzige Bildbearbeitungsprogramm seiner Art. Der Nachfolger Unispec lieferte einen höheren Funktionsumfang wie z. B. Page-Flipping-Animation.
Unterstützte Bildformate:
| Typ           | Auflösung | Farben | Endung |
| ------------- | --------- | ------ | ------ |
| unkomprimiert | 320 × 200 | 512    | .spu   |
| komprimiert   | 320 × 200 | 512    | .spc   |
| komprimiert   | 320 × 200 | 512    | .sps   |